# Centre d'émission de Wertachtal
Le Centre d’émission de Wertachtal (Kurzwellensendeanlage Wertachtal) a été de 1972 à 2013 le plus grand centre de radiodiffusion en ondes décamétriques d’Europe. Il était situé dans la vallée de la Wertach près du village d'Amberg (Souabe), et était géré à l'origine par la Deutsche Bundespost, puis par Media Broadcast. Peu avant son démantèlement, il comprenait 14 émetteurs radio de 500 kW et 2 émetteurs radio de 100 kW. Il fut construit en 1969 et détruit finalement en 2014.

## Situation
Les émetteurs et plus de 85 % des antennes se trouvaient sur le territoire du village d'Amberg, le reste sur le territoire du village de Langerringen, dans la vallée de la Wertach.

## Données techniques

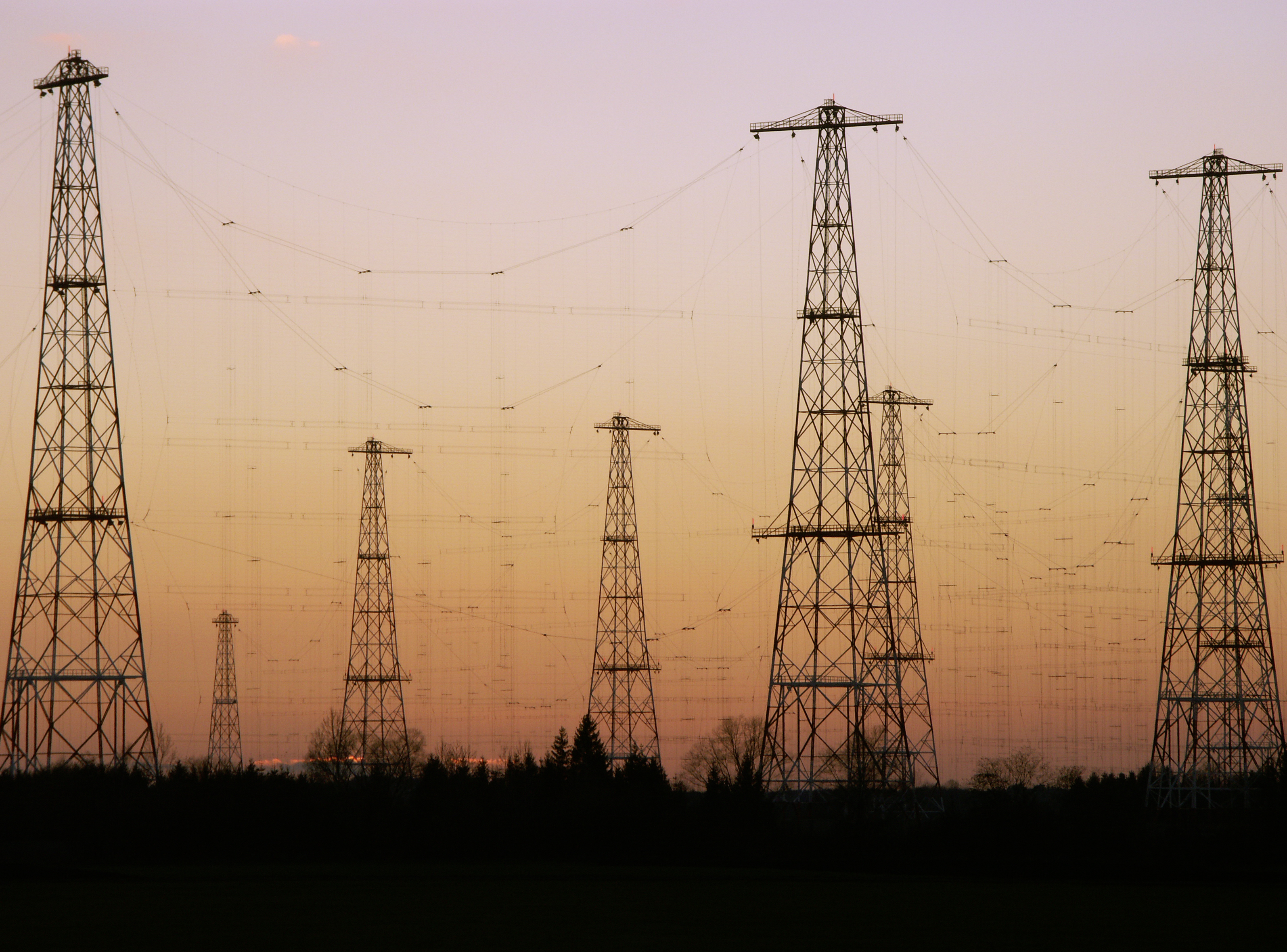
Antennes-rideaux en 2008

En 2008, y étaient installés 14 émetteurs de 500 kW chacun et deux émetteurs de 100 kW chacun. Pour cela, les antennes installées étaient de très grandes dimensions . Les 68 antennes étaient soutenues par des lignes de pylônes, les plus grands faisant 125 m de hauteur et ayant des fondations de 12 m de profondeur. Il y avait 34 pylônes au total, fabriqués avec 4.200 tonnes de fer. La nuit, on pouvait voir l’éclairage des pylônes jusqu'à 20 km de distance. Les trois lignes d'antennes avaient pour longueur 1 km, 1,3 km et 1,9 km.
Pour la fourniture d’énergie, deux raccordements en 110kV avaient été mis en place ; la consommation électrique était d'environ 20 MW.

## Histoire
Après la fondation de la Deutsche Welle en 1953, le Centre d'émission de Juliers a été créé en 1956 pour les émissions radio en ondes courtes. En prévision des Jeux olympiques d'été de 1972 à Munich, il a été décidé de mettre en place un autre site d’émission, parce que les neuf émetteurs de Juliers, d'une puissance de 100 kW chacun, étaient sous-dimensionnés. La construction du site a commencé en 1969 sur un terrain de 200 hectares près d'Amberg.Les émetteurs furent commandés à AEG-Telefunken et les antennes à Brown, Boveri & Cie.
Environ 600 personnes ont réalisé les travaux. En septembre 1971, 6 des 25 piliers étaient terminés, avec une taille jusqu'à 125 m. Ils portaient les premières antennes-rideaux, orientées vers l’Amérique du Nord et vers le Proche-Orient. La même année, les trois premiers émetteurs de 500 kW chacun ont été installés par AEG-Telefunken. Cinq émetteurs devaient être installés avant les Jeux olympiques d'été de 1972.
Le 10 avril 1970, les émissions-tests ont débuté, avec les émetteurs de 500 kW ; elles ont cessé au début des Jeux Olympiques. Un des quatre émetteurs diffusait le programme ARD-Olympiawelle sur 5995 kHz tandis que les trois autres étaient utilisés pour des émissions en langues étrangères. Après la fin des Jeux Olympiques, le site a été utilisé par la radio Deutsche Welle. Jusqu'en 1982, ont été installés dix autres émetteurs de 500 kW, tous fournis par AEG-Telefunken.
À partir de 1987, des stations étrangères ont aussi émis depuis Wertachtal, parmi lesquelles Voice of America, Radio Canada International et Radio Nederland Wereldomroep. Voice of America voulant louer des émetteurs pour longtemps, des antennes-rideaux ont été installées, remplaçant des antennes préexistantes. Le 31 décembre 1995, Voice of America a cessé ses émissions depuis Wertachtal, et Deutsche Welle a décidé de cesser d'émettre depuis Juliers et de le faire depuis Wertachtal et Nauen (Brandebourg). Pour cela, une antenne quadrant a été installée à Wertachtal, destinée aux émissions vers l’Europe.

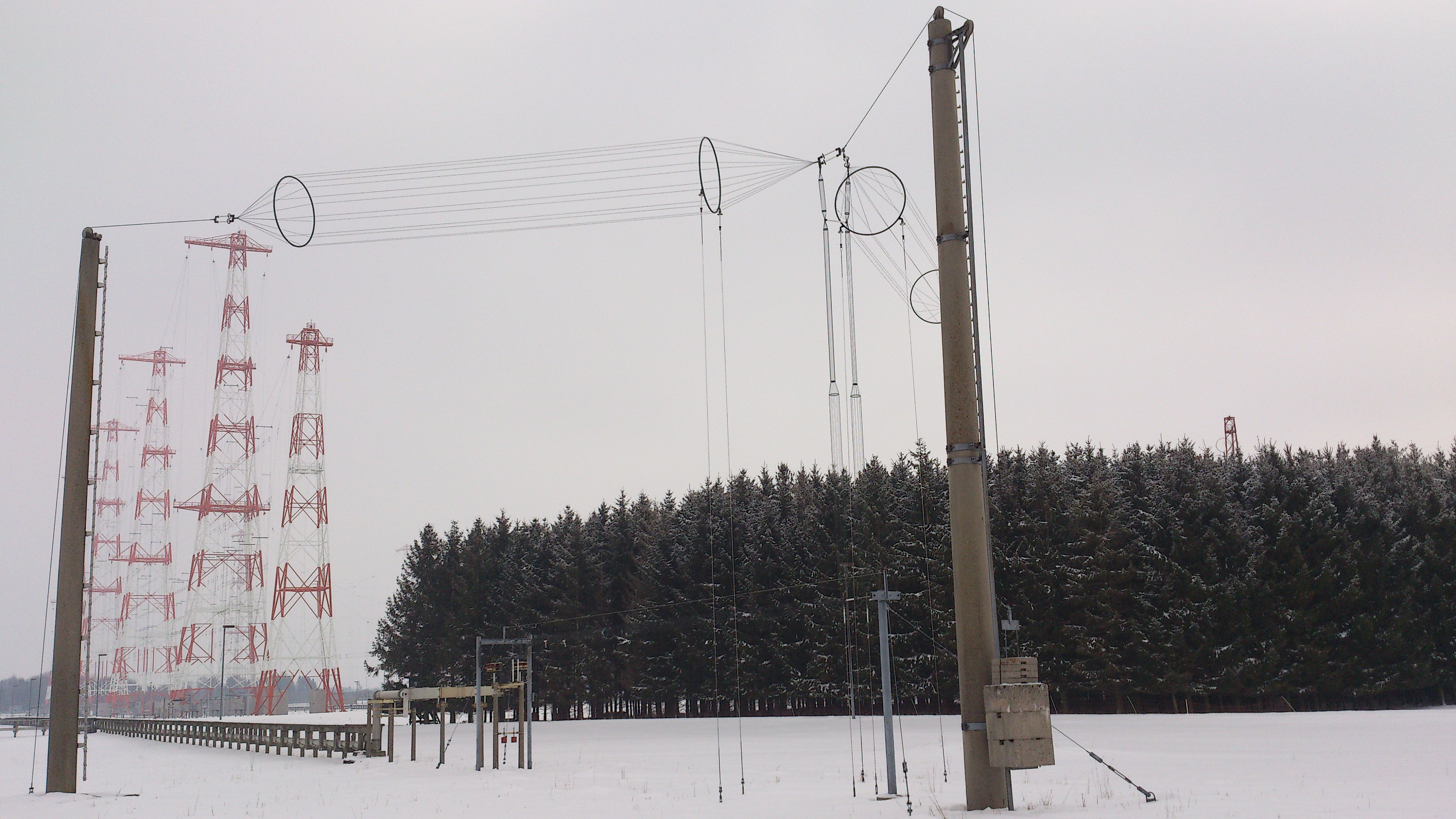
Antenne quadrant à Wertachtal

Parmi les clients réguliers, citons Adventist World Radio à partir de 1996, et Family Radio à partir de 2001.
En 2003 a été installé un émetteur de conception nouvelle d'une puissance de 500 kW en AM ou 200 kW en Digital Radio Mondiale (DRM). C’était un projet commun de T-Systems, de Telefunken Sendertechnik (devenue plus tard TRANSRADIO Sendersysteme Berlin, et n’existant plus aujourd'hui), et de RIZ Zagreb.
Le 31 décembre 2006, la Deutsche Welle a cessé ses émissions en ondes courtes depuis Wertachtal, et les a transférées à Woofferton en Angleterre.
Le 15 janvier 2008, le centre d’émission a été vendu à Media Broadcast GmbH.
En avril 2013, toutes les émissions sauf quatre (des émissions prioritaires de radios religieuses) ont été transférées vers le Centre d’émission de Nauen, qui avec cela était utilisé à sa pleine capacité, avec 60 émissions par jour,.
Le 1er mai 2013, les émissions restantes ont elles aussi été transférées vers Nauen, mais le centre d’émission Wertachtal est conservé en état de fonctionnement.

## L’aménagement des antennes

Les antennes du site de Wertachtal en 2008

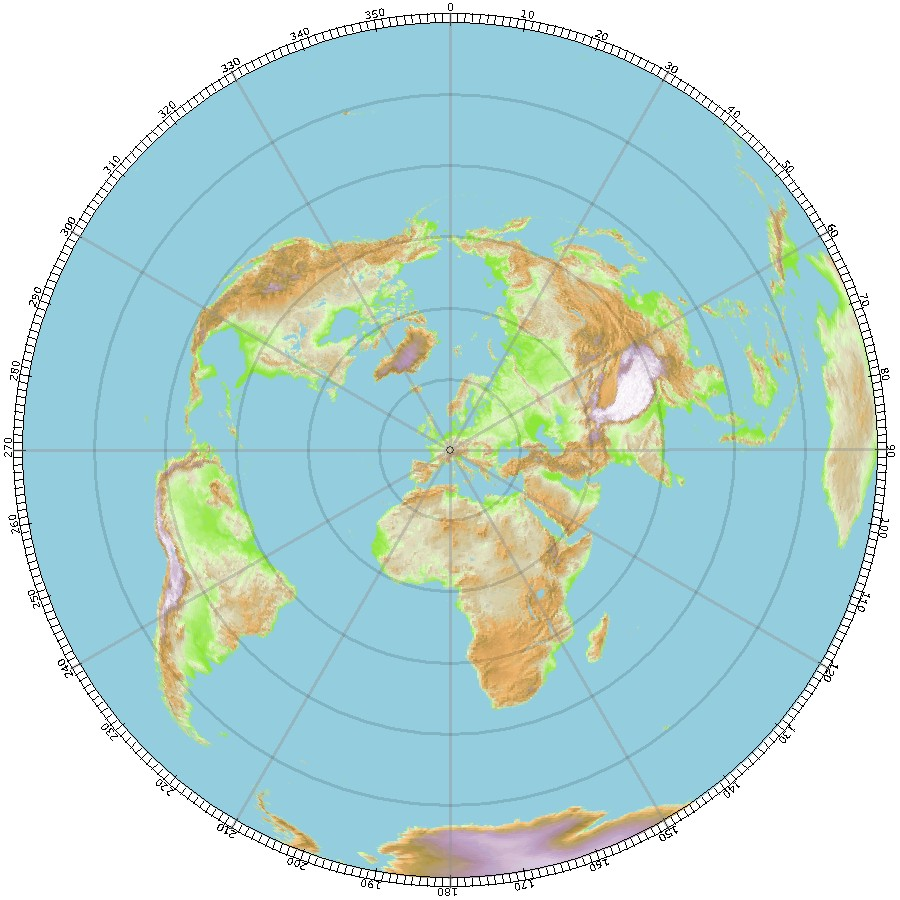
Carte grand cercle de l'Europe central avec radius de 15.000 km

Les antennes étaient disposées comme une étoile avec trois bras. Paroi 1 vers le nord, avec une longueur de 1,3 km, paroi 2 vers le sud-est avec 1,9 km et paroi 3 vers le sud-ouest avec 1,0 km. La connexion plus longue pour une antenne était 1,9 km, la longueur totale des connexions en câble coaxial était 53 km.

Pour commencer il y avait 52 antennes pour cibles lointaines (dont 24 antennes à trois bandes et 28 antennes à deux bandes) ainsi que 11 lignes à dipôles à deux bandes pour les cibles plus proches. En état final il y avait 67 antennes en total. Toutes les antennes étaient équipées avec des déphaseurs, qui permettaient de pivoter le faisceau à +/- 5°, 15° ou 30° degrés. Les antennes étaient fournies par la filiale de BBC suisse à Mannheim (aujourd’hui Ampegon).
Pour pouvoir connecter chacun des 16 émetteurs avec les 67 antennes on a réalisé un interrupteur multi-élément (cross-bar) de 8 m de hauteur, qui en état final consistait en plus de 1.000 éléments.

En plus des antennes rideaux il y avait aussi 5 antennes log-périodiques avec polarisation horizontale, qui se composent de deux émetteurs de rayonnement montées côte à côte, chacun consistant en 26 dipôles. Les antennes étaient fournies par Telefunken et utilisées pour la portée de 2.000 km.
Comme antenne omnidirectionnelle pour les cibles plus proches on a monté six antennes quadrant. Elles pouvaient être utilisées chacune pour deux bandes avoisinantes. Au milieu des années 1980 les antennes furent transformées sous impulsion des émissions de Voice of America, qui ont ciblé l’Europe de l’Est (en sens politique) et l’Afrique du nord. Les antennes log-périodiques furent détruites à une antenne près (la 224). À cette place (au sud de paroi 2) on a monté plusieurs antennes rideaux vers la direction 60° d'une portée de 1.000 à 2.000 km.

### Les antennes avec fréquences et directions en l’état final

#### Paroi 1, Nord
| Place | No  | Fréquences (MHz) | Mode | Azimut | Cibles                                     | Modèle  |
| ----- | --- | ---------------- | ---- | ------ | ------------------------------------------ | ------- |
| A     | 101 | 15/17/21         | F    | 270°   | Le Nord de l'Amérique du Sud, les Caraïbes | HRS 4/4 |
| A     | 102 | 6/7              | N    | 90°    | Le Caucase                                 | HRS 4/1 |
| B     | 103 | 6/7              | F    | 270°   | Le Nord de l'Amérique du Sud, Les Caraïbes | HRS 4/4 |
| B     | 104 | 7/9              | F    | 90°    | L’Inde, l’Asie du Sud-Est, l’Australie     | HRS 4/5 |
| B     | 104 | 7/9              | N    | 90°    | Le Caucase                                 | HRS 4/1 |
| B     | 105 | 15/17/21         | F    | 90°    | L’Inde, l’Asie du Sud-Est, l’Australie     | HRS 4/4 |
| B     | 105 | 15/17            | N    | 90°    | Le Caucase                                 | HRS 4/1 |
| C     | 106 | 9/11             | F    | 90°    | L’Inde, l’Asie du Sud-Est, l’Australie     | HRS 4/4 |
| C     | 107 | 11/15/17         | F    | 270°   | Le Nord de l'Amérique du Sud, les Caraïbes | HRS 4/4 |
| C     | 108 | 6/7              | F    | 90°    | L’Inde, l’Asie du Sud-Est, l’Australie     | HRS 4/4 |
| D     | 109 | 9/11             | F    | 270°   | Le Nord de l’Amérique du Sud, les Caraïbes | HRS 4/4 |
| D     | 110 | 9/11             | F    | 90°    | L’Inde, l’Asie du Sud-Est, l’Australie     | HRS 4/4 |
| D     | 110 | 9/11             | N    | 90°    | Le Caucase                                 | HRS 4/1 |
| D     | 111 | 11/15/17         | F    | 90°    | L’Inde, l’Asie du Sud-Est, l’Australie     | HRS 4/4 |
| D     | 111 | 11/15            | N    | 90°    | Le Caucase                                 | HRS 4/1 |
| E     | 112 | 9/11             | F    | 300°   | L’Est des États-Unis, le Mexique           | HRS 4/4 |
| E     | 113 | 17/21/26         | F    | 300°   | L’Est des États-Unis, le Mexique           | HRS 4/4 |
| E     | 114 | 6/7              | F    | 120°   | Les Balkans, la Méditerranée de l’Est      | HRS 4/4 |
| F     | 115 | 11/15/17         | F    | 300°   | L’Est des États-Unis, le Mexique           | HRS 4/4 |
| F     | 116 | 15/17/21         | F    | 300°   | L’Est des États-Unis, le Mexique           | HRS 4/4 |
| F     | 117 | 6/7              | F    | 120°   | Les Balkans, la Méditerranée de l’Est      | HRS 4/4 |
| G     | 118 | 6/7              | F    | 300°   | L’Est des États-Unis, le Mexique           | HRS 4/4 |
| G     | 119 | 7/9              | F    | 120°   | Les Balkans, la Méditerranée de l’Est      | HRS 4/4 |
| G     | 119 | 7/9              | N    | 120°   | Les Balkans                                | HRS 4/1 |
| G     | 120 | 11/15/17         | F    | 120°   | Les Balkans, la Méditerranée de l’Est      | HRS 4/4 |
| G     | 120 | 15/17            | N    | 120°   | Les Balkans                                | HRS 4/1 |
| H     | 121 | 9/11/15          | F    | 300°   | L’Est des États-Unis, le Mexique           | HRS 4/4 |
| H     | 122 | 17/21/26         | F    | 120°   | Les Balkans, la Méditerranée de l’Est      | HRS 4/4 |
| H     | 123 | 21/26            | F    | 120°   | Les Balkans, la Méditerranée de l’Est      | HRS 4/4 |
| J     | 124 | 6/7              | F    | 120°   | Les Balkans, la Méditerranée de l’Est      | HRS 4/4 |

#### Paroi 2, Sud-Est
| Place | No  | Fréquences (MHz) | Mode | Azimut | Cibles                                 | Modèle   |
| ----- | --- | ---------------- | ---- | ------ | -------------------------------------- | -------- |
| A     | 201 | 6/7              | F    | 210°   | L'Ouest de l’Afrique                   | HRS 4/4  |
| A     | 202 | 7/9              | F    | 30°    | La Chine, le Pacifique                 | HRS 4/4  |
| A     | 202 | 9/11             | N    | 30°    | Le Sud de la Russie, la Chine          | HRS 4/1  |
| A     | 203 | 11/15/17         | F    | 30°    | La Chine, le Pacifique                 | HRS 4/4  |
| B     | 204 | 9/11             | F    | 210°   | L'Ouest de l’Afrique                   | HRS 4/4  |
| B     | 205 | 11/15/17         | F    | 210°   | L'Ouest de l’Afrique                   | HRS 4/4  |
| B     | 206 | 6/7              | F    | 30°    | La Chine, le Pacifique                 | HRS 4/4  |
| C     | 207 | 6/7              | F    | 240°   | L’Amérique du Sud                      | HRS 4/4  |
| C     | 208 | 9/11             | F    | 60°    | L’Europe de l’Est, la Russie, la Chine | HRS 4/4  |
| C     | 209 | 21/26            | F    | 60°    | L’Europe de l’Est, la Russie, la Chine | HRS 4/4  |
| D     | 210 | 9/11             | F    | 240°   | L’Amérique du Sud                      | HRS 4/4  |
| D     | 211 | 11/15/17         | F    | 240°   | L’Amérique du Sud                      | HRS 4/4  |
| D     | 212 | 7/9              | F    | 60°    | L’Europe de l’Est, la Russie, la Chine | HRS 4/4  |
| E     | 213 | 9/11/15          | F    | 240°   | L’Amérique du Sud                      | HRS 4/4  |
| E     | 214 | 15/17/21         | F    | 60°    | L’Europe de l’Est, la Russie, la Chine | HRS 4/4  |
| E     | 215 | 17/21/26         | F    | 60°    | L’Europe de l’Est, la Russie, la Chine | HRS 4/4  |
| F     | 216 | 21/26            | F    | 240°   | L’Amérique du Sud                      | HRS 4/4  |
| F     | 217 | 17/21/26         | F    | 240°   | L’Amérique du Sud                      | HRS 4/4  |
| F     | 218 | 11/15/17         | F    | 60°    | L’Europe de l’Est, la Russie, la Chine | HRS 4/4  |
| G     | 219 | 6 - 11           | N    | 45°    | La Russie européenne                   | HRS 4/1  |
| x     | 220 | 6 - 11           | B    | 75°    | L’Asie centrale, le Sud de la Russie   | HRS 2/2  |
| x     | 220 | 6 - 11           | S    | 75°    | L’Asie centrale, le Sud de la Russie   | HRS 4/2  |
| x     | 221 | 6 - 11           | F    | 60°    | L’Europe de l’Est, la Russie           | HRS 2/4  |
| x     | 222 | 6 - 11           | F    | 60°    | L’Europe de l’Est, la Russie           | HRS 2/4  |
| x     | 223 | 6 - 11           | N    | 60°    | L’Europe de l’Est, la Russie           | HRS 2/2  |
| x     | 224 | 6 - 22           | L    | 60°    | L’Europe de l’Est, la Russie           | LogPer   |
| x     | 225 | 6/7              | B    | 60°    | L’Europe de l’Est, la Russie           | HRS 2/2  |
| x     | 225 | 6/7              | S    | 60°    | L’Europe de l’Est, la Russie           | HRS 4/2  |
| x     | 226 | 6/7              | Q    | ND     | L’Europe centrale                      | Quadrant |

#### Paroi 3, Sud-Ouest
| Place | No  | Fréquences (MHz) | Mode | Azimut | Cibles                    | Modèle   |
| ----- | --- | ---------------- | ---- | ------ | ------------------------- | -------- |
| A     | 301 | 15/17/21         | F    | 330°   | L’Ouest des États-Unis    | HRS 4/4  |
| A     | 302 | 21/26            | F    | 150°   | L’Est et Sud de l’Afrique | HRS 4/4  |
| B     | 303 | 11/15/17         | F    | 330°   | L’Ouest des États-Unis    | HRS 4/4  |
| B     | 304 | 9/11             | F    | 330°   | L’Ouest des États-Unis    | HRS 4/4  |
| B     | 305 | 7/9              | F    | 150°   | L’Est et Sud de l’Afrique | HRS 4/4  |
| C     | 306 | 6/7              | F    | 330°   | L’Ouest des États-Unis    | HRS 4/4  |
| C     | 307 | 17/21/26         | F    | 150°   | L’Est et Sud de l’Afrique | HRS 4/4  |
| C     | 308 | 11/15/21         | F    | 150°   | L’Est et Sud de l’Afrique | HRS 4/4  |
| D     | 309 | 6/7              | F    | 330°   | L’Ouest des États-Unis    | HRS 4/4  |
| D     | 310 | 15/17/21         | F    | 150°   | L’Est et Sud de l’Afrique | HRS 4/4  |
| D     | 311 | 9/11             | F    | 150°   | L’Est et Sud de l’Afrique | HRS 4/4  |
| E     | 312 | 9/11/15          | F    | 330°   | L’Ouest des États-Unis    | HRS 4/4  |
| F     | 313 | 9/11             | N    | 120°   | Les Balkans               | HRS 4/2  |
| x     | 314 | 6                | Q    | ND     | L’Europe centrale         | Quadrant |
| x     | 315 | 6/7              | Q    | ND     | L’Europe centrale         | Quadrant |
| x     | 316 | 9/11             | Q    | ND     | L’Europe centrale         | Quadrant |
| x     | 317 | 15/17            | Q    | ND     | L’Europe centrale         | Quadrant |

Explication de Mode

F = Antenne de longue distance, N = Antenne de courte distance,
Q = Antenne quadrant (omnidirectionnelle)
L = Antenne log-périodique,
B = grande ouverture horizontale du faisceau d'antenne (environ 45°),
S = petite ouverture horizontale du faisceau d'antenne (environ 30°)

## Le démantèlement
Au début de 2014, des bruits ont couru selon lesquels, en mai 2014, le site de Wertachtal allait être complètement détruit.
L’émetteur le plus récent, installé en 2003, fut démonté et reconstruit à Nauen pour être utilisé avec une antenne rotative installée en 1964. D'autres éléments ont été repris par Österreichische Rundfunksender GmbH pour son site de Moosbrunn. Toutes les parties invendables ont été mises à la ferraille.
Fin novembre 2014, les derniers piliers du site ont été retirés. En 2015, on a évacué la ferraille et les matériels restants.
Le site est aujourd’hui utilisé comme  centrale solaire, avec une puissance de 35 MWc.

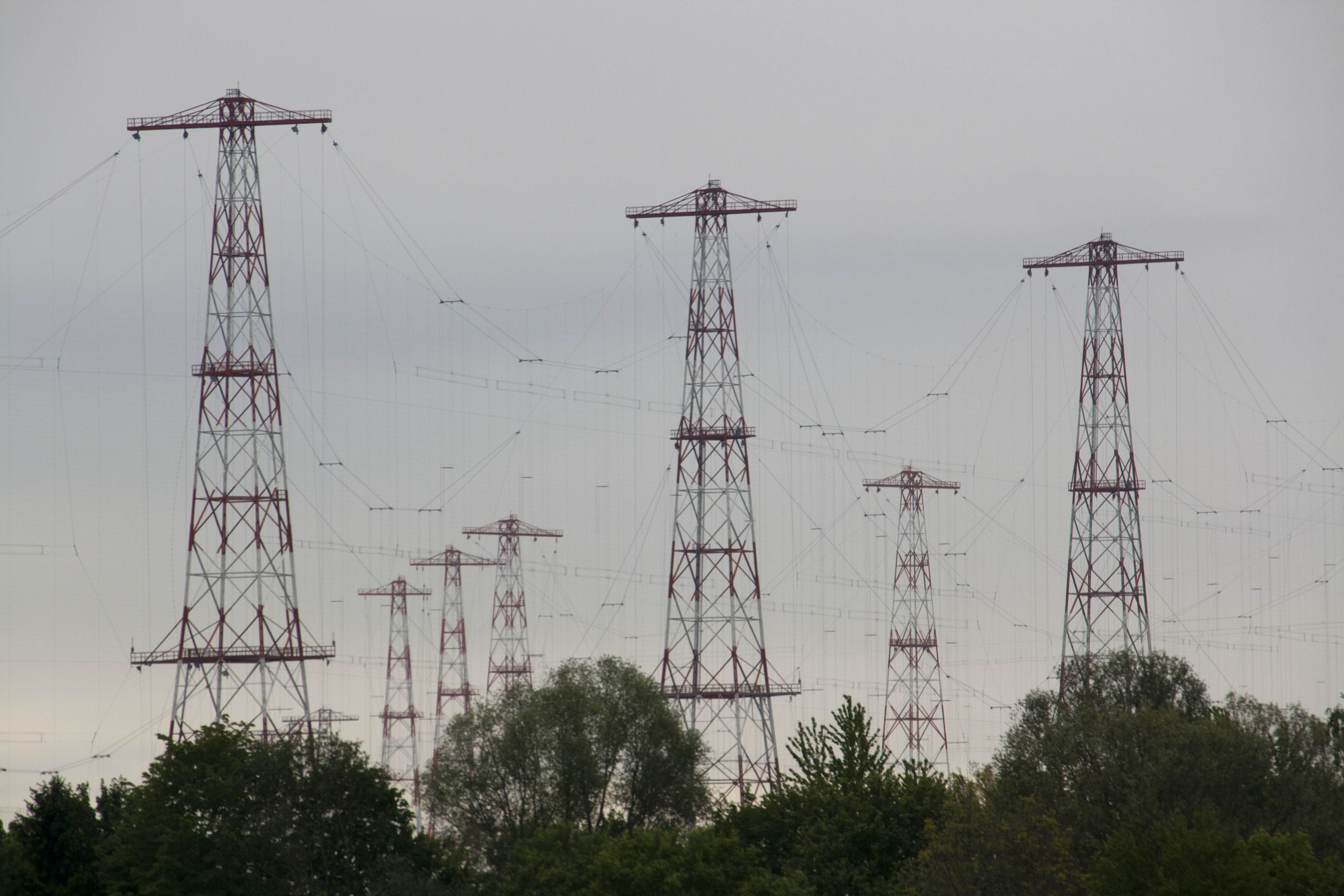
Antennes-rideaux en 2008
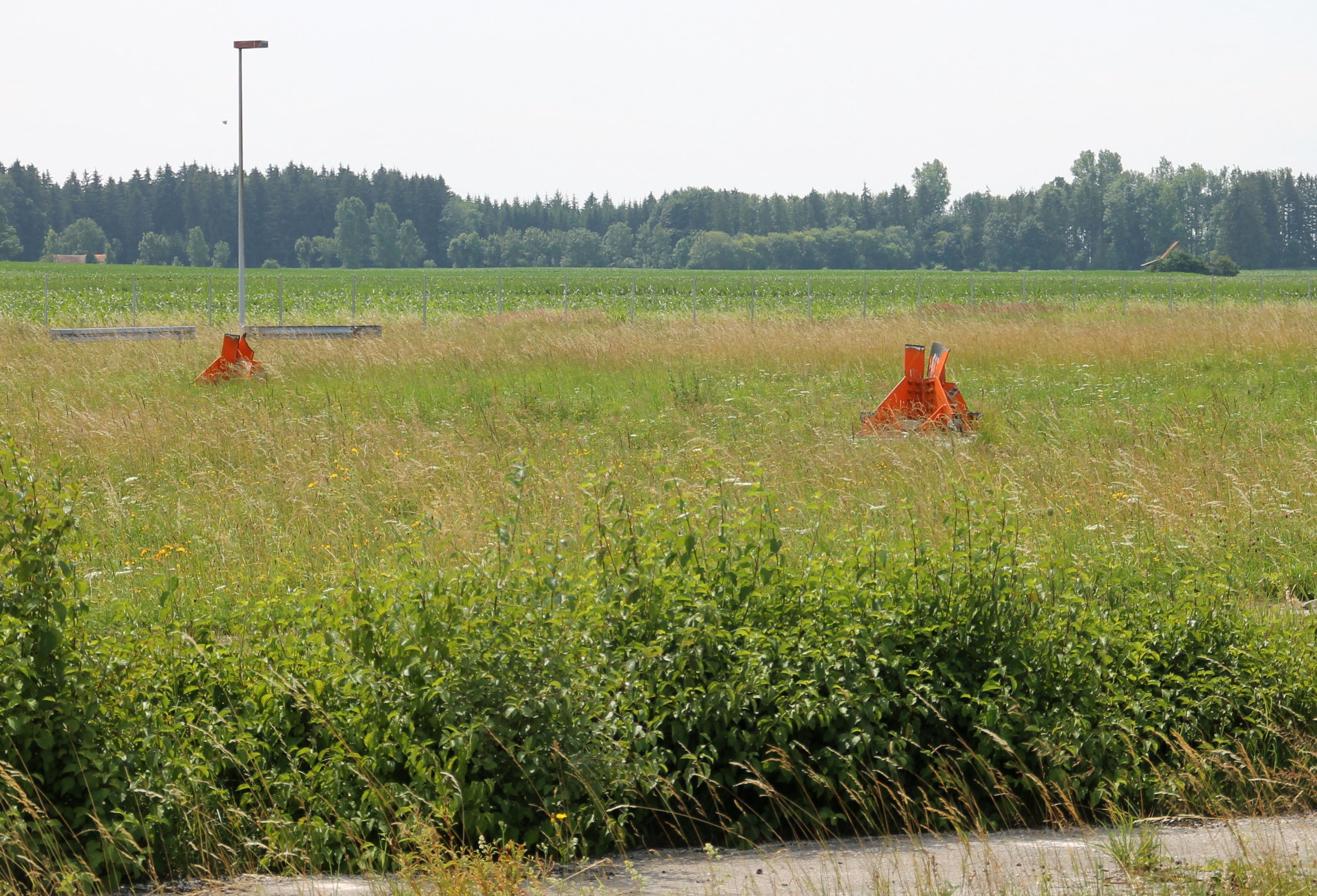
Vestiges de fondations de pylônes, en juillet 2015
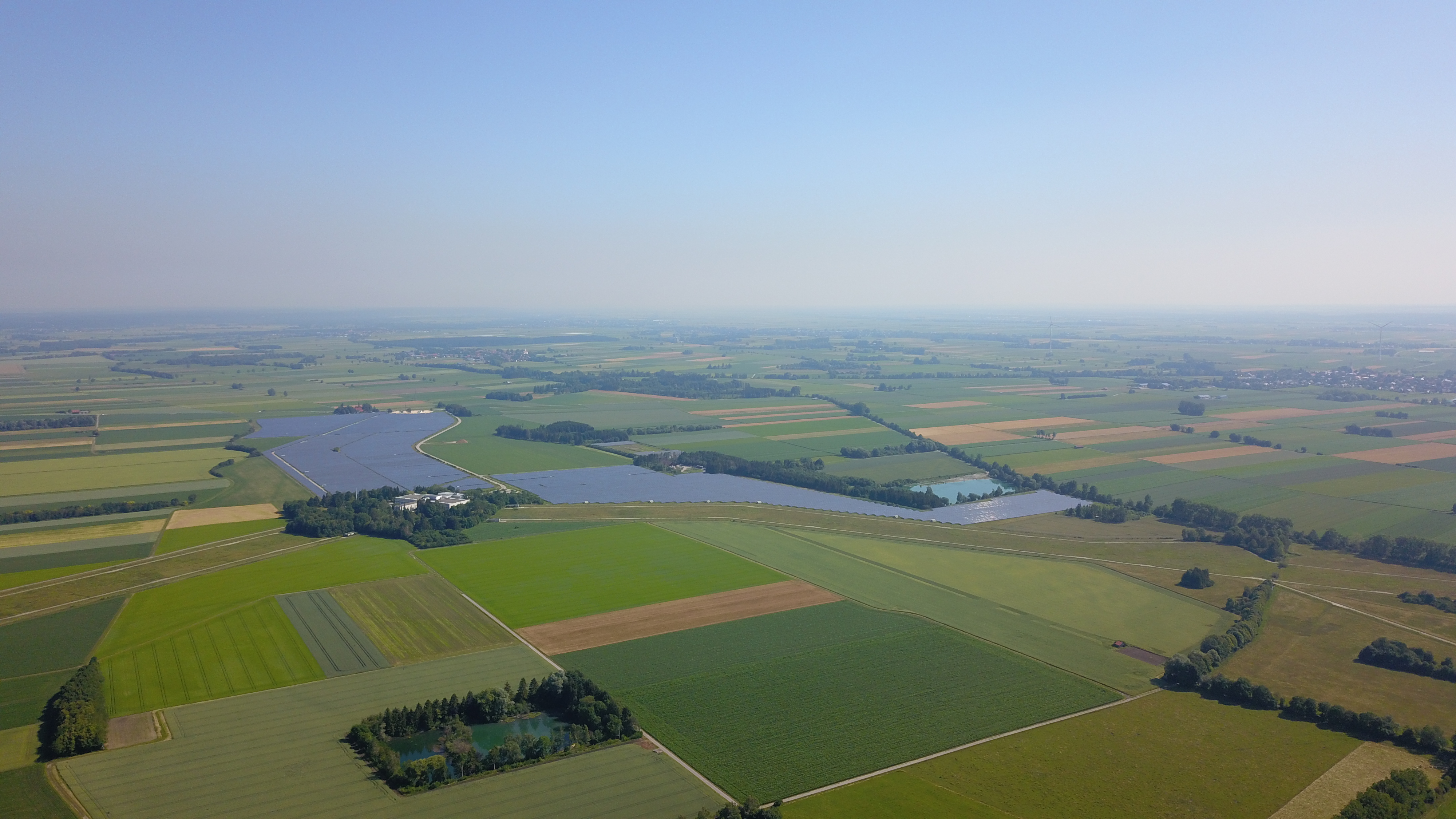
Vue aérienne de la centrale solaire sur le site en 2018
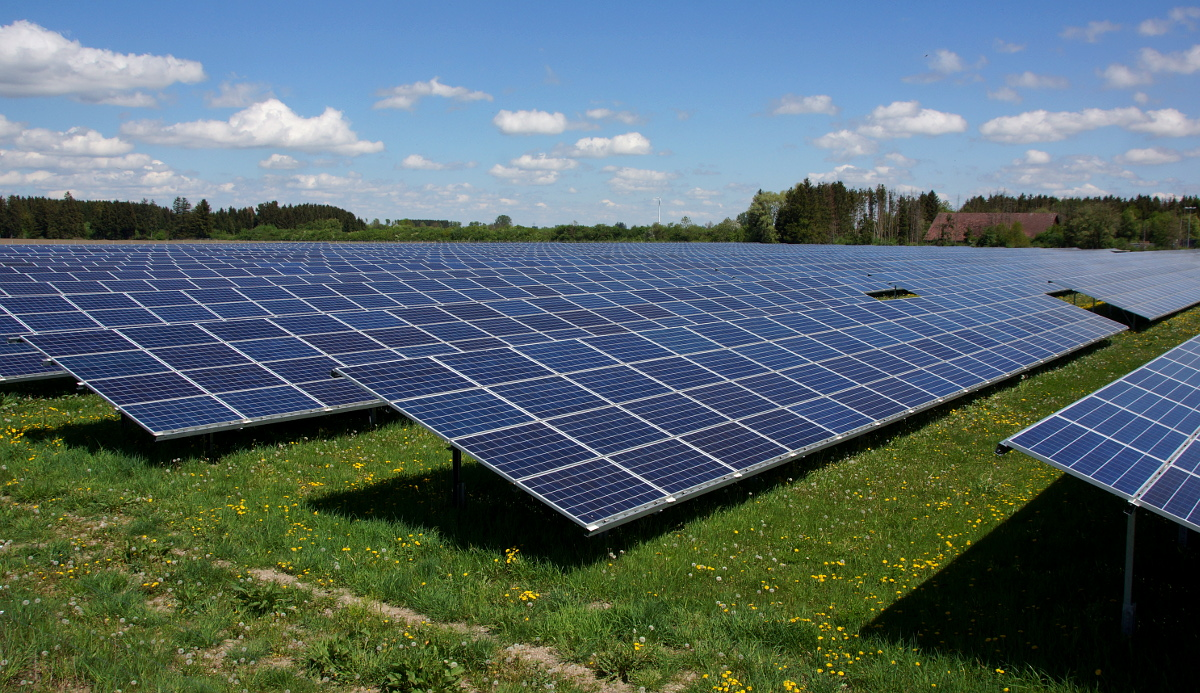
Partie de la centrale solaire en avril 2018